# Enghagen am Tabor
Enghagen am Tabor ist eine Ortslage an der Donau in Oberösterreich wie auch Ortschaft der Stadtgemeinde Enns im Bezirk Linz-Land.

## Geographie

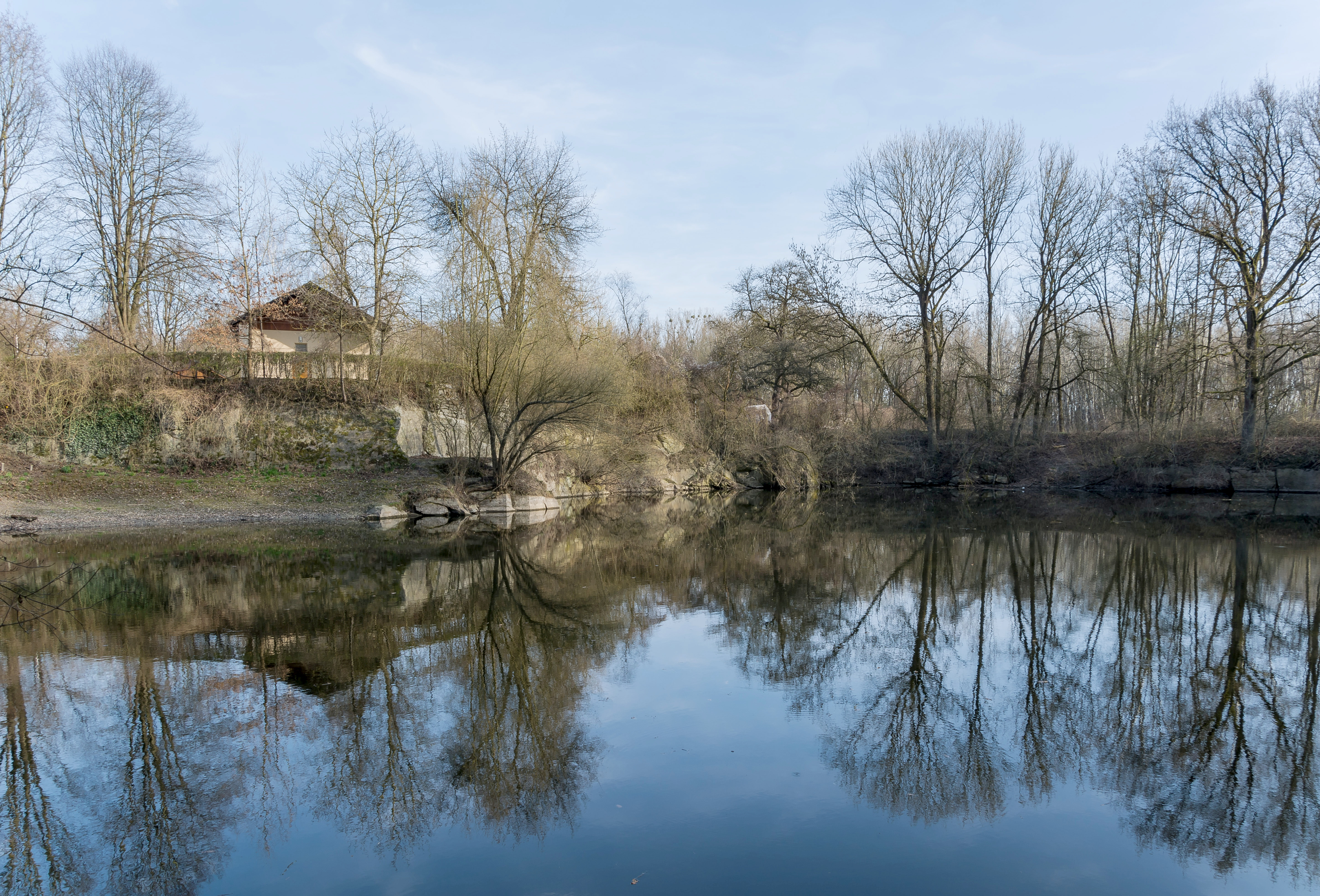
Der Taborteich mit dem Tabor-Häusl (2014)

Der Ort befindet sich knapp 4 Kilometer nordöstlich vom Stadtzentrum Enns. Er liegt an der Donau gegenüber von Mauthausen und direkt flussoberhalb der Mündung der Enns und nördlich vom Ennshafen, auf um die 245 m ü. A. Höhe.
Die Ortschaft umfasst nur zwei Häuser, die alte Überfuhr direkt an der Ennsmündung und das Tabor-Häusl gut 500 Meter Donauaufwärts, und ist heute nicht mehr dauerhaft bewohnt.
|          | Brunngraben (Gem. Mauthausen, Bez. Perg) Donau | Mauthausen (Gem. Mauthausen, Bez. Perg)                   |
|          | Kompassrose, die auf Nachbargemeinden zeigt    |                                                           |
| Enghagen | Ennshafen                                      | Enns Pyburg (Gem. St. Pantaleon-Erla, Bez. Amstetten, NÖ) |

## Geologie
Der Tabor (beim Taborhäusl) ist eine kleine, nur etwa 5 Meter hohe Geländeerhebung, die aus Mauthausener Granit besteht, also geologisch zur Böhmischen Masse gehört.

## Geschichte und Infrastruktur
Der Enghagener Granit wurde schon für die römische Stadt Lauriacum (heute Lorch) abgebaut, der Taborteich düfte ein Rest davon sein.
Enghagen ist seit dem Mittelalter die Landmarke, die südlich der Donau Österreich ob der Enns (Oberösterreich) von Österreich unter der Enns (Niederösterreich) abgrenzt. Ursprünglich bildeten den Ort diejenigen Teile des Dorfes Enghagen, die – durch die Spitaler Au getrennt – auf einer Insel lagen. Noch im 18. Jahrhundert handelte es sich um eine Inselgruppe in der Donau, später eine Insel in der Mündung der Enns: Der westliche Ennsarm mündete oberhalb vom Taborhäusl, der östliche unterhalb des heute abgekommenen dritten Hauses der Ortschaft, etwas südöstlich von der alten Überfuhr.
Enghagen war ein bedeutender Donauübergang, insbesondere für den Salzhandel nach Böhmen. Bis 1340 befand sich die Lände der Zillen, die mit dem Küfensalz von Gmunden im Salzkammergut kamen, in Reintal an der Enns, dann im Ort Enghagen selbst. Über die Donau bestanden Überfuhren. 1505 wurde die Donaubrücke Mauthausen–Enghagen errichtet (nachdem ein Rohbau 1501 vom Hochwasser vernichtet wurde), die vierte Donaubrücke des Herzogtums Österreich. Der Tabor ist eine Schanze, die an der natürlichen Geländeerhöhung zur Befestigung des Brückenkopfes aufgeworfen wurde. Diese Brücke verfiel aber schon im Laufe des 17. Jahrhunderts wieder, weil die Erhaltung zu aufwändig war. In Folge wurden wieder Überfuhren eingerichtet, mit Mutzen, kräftigen floßartigen Booten mit Platz für drei zweispännige Wagen, und kleineren Zillen, als Fähre.
In den 1820ern wurde die östliche Ennsmündung etwas flussabwärts verlegt, um Mauthausen vor Hochwässern zu schützen. Zu der Zeit errichtet die Stadt Enns, zu deren Landgericht der Tabor gehörte, eine Fliegende Brücke. Das Seil war am Taborhügel befestigt. Dann wurde auch eine neue gerade Straße als Dammweg von Enns zum Tabor errichtet. Für den Rückweg von Mauthausen setzte man aber nach Pyburg über, von wo man über Ennsdorf wieder in die Stadt Enns gelangte.
Der westliche Ennsarm (Hamberger-Altarm) verlandete durch die Donauregulierungen, und eine Zeitlang gehörte Enghagen am Tabor in Folge zu Niederösterreich, und zwar zu Windpassing, mit der Landesgrenze in diesem verlandeten Flusslauf. 1874 kaufte der Markt Mauthausen die fliegende Brücke samt Zubehör um 15.000 Gulden. 1901 wurde eine Rollfähre hinüber nach Schloss Pragstein errichtet. Diese wurde noch 1951 mit einer Hebebrücke ausgestattet. 1962 wurde aber der Fährbetrieb eingestellt, weil die neue Brücke der Donauuferbahn flussabwärts auch eine Straßentrasse hatte (die alte Summeraubahnbrücke war 1947 nur für wechselweisen Bahn-/Autoverkehr ausgelegt worden).
Enghagen am Tabor wird seit 1900 als eigene Ortschaft geführt.
1975–1994 wurde dann etappenweise der Ennshafen gebaut, Dadurch wurde die Ortslage ganz von der Stadt abgeschnitten, heute erreicht man sie nur mehr über den Uferweg von Enghagen her.
Ab 1998 wurde das Areal zwischen Tabor und Ennshafen durch Renaturierungsmaßnahmen ökologisch aufgewertet. Zuerst wurde der Hamberger-Altarm bis zum Hafenareal hin wiedergeöffnet und der Taborteich eingebunden.
Bis 2003 wurde dann ein großes, reich strukturiertes Wasserbecken als Fischgewässer geschaffen. 2009 wurde auch der Donau-Nebenarm Enghagen revitalisiert.